# 岩手県幼稚園の廃園一覧
岩手県幼稚園の廃園一覧（いわてけんようちえんのはいえんいちらん）は、岩手県内の廃園になった幼稚園の一覧。対象となるのは、学制改革（1947年）以降に廃園となった幼稚園、および分園である。園名は廃園当時のもの。廃園時に幼稚園が所在していた自治体がその後合併により消滅している場合は、現行の自治体に含める。また現在休園中の県内の幼稚園（分園）も、その多くは実質上、廃園と同じ状態にあるため参考として記載する。
（）内は、廃園になった年（休園の場合は、その措置が取られた年）である。

## 盛岡市
- 盛岡大学附属愛育幼稚園（2001年閉園）[1]
- やよい幼稚園〈旧〉（2007年認定こども園やよい幼稚園となり、2015年幼保連携型認定こども園やよい幼稚園・保育園へ移行）[2]
- 岩手県立盛岡短期大学附属こまくさ幼稚園（2009年閉園）[3]
- なでしこ幼稚園（2013年幼保連携型認定こども園なでしこ幼稚園となり、2015年なでしここども園へ改称）[4]
- 盛岡幼稚園〈旧〉（2015年幼保連携型認定こども園盛岡幼稚園〈新〉へ移行）[5]
- 月が丘幼稚園〈旧〉（2015年幼保連携型認定こども園月が丘幼稚園・保育園〈新〉へ移行）[6]
- 都南幼稚園〈旧〉（2015年幼稚園型認定こども園都南幼稚園〈新〉へ移行）[7]
- 青山幼稚園〈旧〉（2015年幼稚園型認定こども園青山幼稚園〈新〉へ移行）[8]
- つつみ幼稚園〈旧〉（2016年幼保連携型認定こども園つつみ幼稚園〈新〉へ移行）[9]
- のぞみ幼稚園（2017年のぞみこども園へ移行）[10]
- 盛岡三育幼稚園（2018年閉園）[11]
- めぐみ幼稚園〈旧〉（2018年幼保連携型認定こども園めぐみ幼稚園〈新〉へ移行）[12]
- つなぎ幼稚園（2019年閉園）[13]
- 水道橋くるみ幼稚園〈旧〉（2020年認定こども園水道橋くるみ幼稚園〈新〉へ移行）[14]
- みどりが丘幼稚園（2021年閉園）[15]
- もみじが丘幼稚園〈旧〉（2021年[16]認定こども園もみじが丘幼稚園〈新〉[17]へ移行）
- 盛岡大学附属厨川幼稚園（2022年松園幼稚園と統合し幼保連携型認定こども園盛岡大学附属幼稚園へ）[18]
- 盛岡大学附属松園幼稚園（2022年厨川幼稚園と統合し幼保連携型認定こども園盛岡大学附属幼稚園へ）[18]
- 聖パウロ幼稚園（2025年廃園）[19][20]

## 宮古市
- 宮古泉幼稚園〈旧〉（2015年幼稚園型認定こども園宮古泉幼稚園〈新〉へ移行）[21]
- ひかり幼稚園（2015年11月1日認定こども園宮古ひかりへ移行）[22]
- そけい幼稚園〈旧〉（2018年幼稚園型認定こども園そけい幼稚園〈新〉へ移行）[23]

川井村（2010年廃止）
- 川井幼稚園（2009年閉園）[24]

## 大船渡市
- 大船渡市立吉浜幼稚園（2015年大船渡市立吉浜こども園[25]へ移行）[26]
- 大船渡市立綾里幼稚園（2015年大船渡市立綾里こども園[25]へ移行）[26]
- 大船渡市立越喜来幼稚園（2016年10月31日閉園）[27]

## 花巻市
- 花巻市立湯本南幼稚園
- 花巻たかき幼稚園〈旧〉（2017年幼保連携型認定こども園花巻たかき幼稚園〈新〉へ移行）[28]
- 花巻市立土沢幼稚園（2024年閉園）[29]

## 北上市
- 北上市立岩崎幼稚園（2010年北上市立岩崎保育園と統合し、幼保連携型認定こども園いわさき認定こども園[30]へ移行）[31]
- 専修大学北上幼稚園〈旧〉（2021年認定こども園専修大学北上幼稚園〈新〉へ移行）[32]
- 北上市立横川目幼稚園（2021年[33]北上市立横川目保育園と統合し学校法人双葉学園横川目こども園へ[34]）
- 北上市立更木幼稚園（2025年閉園）[35]

## 久慈市
- 久慈幼稚園〈旧〉（2016年認定こども園久慈幼稚園〈新〉へ移行）[36]

## 遠野市
- 遠野市立宮守幼稚園（2016年閉園）[37]
- 遠野市立達曽部幼稚園（2016年閉園）[37]
- 遠野市立鱒沢幼稚園（2016年閉園）[37]

## 一関市
- 本寺幼稚園（1997年本寺保育園へ移行、2018年閉園）[38]
- 千厩小羊幼稚園〈旧〉（2008年9月11日幼稚園型認定こども園千厩小羊幼稚園となり、2015年幼保連携型認定こども園千厩小羊幼稚園〈新〉へ移行）[39]
- 一関市立藤沢幼稚園（2012年一関市立藤沢保育園と統合し一関市立藤沢こども園へ移行）[40]
- 一関市立黄海幼稚園（2012年一関市立黄海保育園と統合し一関市立黄海こども園へ移行）[40]
- 花泉幼稚園（2014年花泉こども園へ移行）[41]
- 修紅短期大学附属幼稚園（2015年修紅短期大学附属認定こども園へ移行）[42]
- 一関幼稚園〈旧〉（2015年幼保連携型認定こども園一関幼稚園〈新〉へ移行）[6]
- いずみの森幼稚園（2019年公私連携幼保連携型認定こども園わくつこども園へ移行）[43]
- げいび幼稚園（2019年長坂保育園と統合し東山こども園へ）[44]
- 一関市立厳美幼稚園（2023年一関市立赤荻幼稚園へ統合）[45]
- 一関市立萩荘幼稚園（同上）[45]
- 一関市立狐禅寺幼稚園（2023年一関市立真滝幼稚園へ統合）[46]
- 一関市立弥栄幼稚園（同上）[46]
- 一関市立摺沢幼稚園（2024年一関市立摺沢保育園と統合し一関市立摺沢こども園へ移行）[47]

藤沢町（2011年廃止）
- 藤沢幼稚園[注釈 1]（1980年一関市立藤沢幼稚園〈当時：藤沢町立〉の開園に伴い閉園）[48]

## 釜石市
- 釜石市立大松幼稚園
- 釜石市立尾崎幼稚園
- 明法幼稚園（2005年閉園）
- 釜石南幼稚園（2011年閉園）[49]
- 釜石市立小川幼稚園（2011年閉園）[50]
- 釜石市立第一幼稚園（2013年閉園）[50]
- 釜石市立鵜住居幼稚園（2013年休園）[50]
- 甲東幼稚園〈旧〉（2015年幼保連携型認定こども園甲東幼稚園〈新〉へ移行）[51]
- 正福寺幼稚園〈旧〉（2018年幼稚園型認定こども園正福寺幼稚園〈新〉へ移行）[51]
- 釜石市立平田幼稚園（2018年民営化され平田こども園へ移行）[52]

## 二戸市
- 福岡幼稚園〈初代〉（1949年閉園）[53]
- 福岡幼稚園〈2代目〉（1966年再創立するも、2015年福岡隣保館保育園と統合し認定こども園ともいきへ）[53]
- ひまわり幼稚園（2018年岩手保健医療大学附属認定こども園へ移行）[54]

## 八幡平市
- 田町幼稚園（2009年閉園）[24]
- 新町幼稚園（2009年閉園）[55]

## 奥州市
- 奥州市立水沢西幼稚園（2010年奥州市立佐倉河幼稚園へ統合）[56]
- 水沢幼稚園（2011年幼保連携型認定こども園水沢幼稚園となり、2015年水沢こども園へ改称）[57]
- こばと幼稚園（2014年こばと保育園と統合しこばとこども園へ）[58]
- あけぼの幼稚園（2015年閉園）[6]
- 日高幼稚園（2015年幼保連携型認定こども園日高ななつ星へ移行）[59]
- 八日市幼稚園〈旧〉（2015年幼稚園型認定こども園八日市幼稚園[60]となり、2023年幼保連携型認定こども園八日市幼稚園〈新〉へ移行[61]）
- 真城幼稚園（2016年幼保連携型認定こども園しんじょう幼稚園へ移行）[62]
- 奥州市立下三照幼稚園（2017年閉園）[27]
- 奥州市立衣川幼稚園（2017年閉園）[27]
- 奥州市立黒石幼稚園（2018年閉園）[63]
- 姉体幼稚園〈旧〉（2019年幼保連携型認定こども園姉体幼稚園〈新〉へ移行）[64]
- 奥州市立上姉体幼稚園（2020年閉園）[65]
- 奥州市立小山西幼稚園（2020年奥州市立小山東幼稚園へ統合）[66]
- 奥州市立前沢北幼稚園（2020年統合により奥州市立前沢北こども園へ）[67]
- 奥州市立前沢南幼稚園（同上）[67]
- 奥州市立前沢東幼稚園（同上）[67]
- 奥州市立衣里幼稚園（2021年閉園）[68]
- 常盤幼稚園〈旧〉（2021年[33]認定こども園常盤幼稚園〈新〉[69]へ移行）
- 奥州市立佐倉河幼稚園（2024年閉園）[70]
- 奥州市立羽田幼稚園（同上）[70]
- 奥州市立岩谷堂幼稚園（同上）[70]
- 奥州市立南都田幼稚園（同上）[70]
- 奥州市立若柳幼稚園（同上）[71]

水沢市（2006年・奥州市を新設）
- 水沢市立石田幼稚園[72]（1974年統合により奥州市立水沢西幼稚園〈当時：水沢市立〉へ）[56]
- 水沢市立石田幼稚園北下巾分園（同上）[56]

## 滝沢市
- ふじなでしこ幼稚園（2011年幼保連携型認定こども園ふじなでしこ幼稚園となり、2015年ふじなでしここども園へ改称）[73]
- 大釜幼稚園（2021年幼保連携型認定こども園大釜幼稚園保育園へ移行）[74]

## 岩手郡

### 雫石町
- わかば幼稚園（2021年閉園）[75]

### 岩手町
- 岩手中央幼稚園〈旧〉（2023年幼保連携型認定こども園岩手中央幼稚園・保育園〈新〉へ移行）[76]

## 紫波郡

### 紫波町
- 日詰幼稚園（2010年幼保連携型認定子ども園ひかりの子へ移行）[77]

## 胆沢郡

### 金ケ崎町
- 金ケ崎町立金ケ崎幼稚園（2007年金ケ崎町立南方幼稚園へ統合）[78]
- 金ケ崎町立西幼稚園（同上）[78]
- 金ケ崎町立南方幼稚園（2020年金ケ崎町立認定こども園南方幼稚園へ移行）[79]
- 金ケ崎町立永岡幼稚園（2022年[80]金ケ崎町立認定こども園南方幼稚園へ統合）[81]
- 金ケ崎町立三ケ尻幼稚園（2025年[35]金ケ崎町立認定こども園南方幼稚園へ統合[82]）

## 上閉伊郡

### 大槌町
- みどり幼稚園〈旧〉（2018年幼保連携型認定こども園みどり幼稚園〈新〉へ移行）[83]

## 下閉伊郡

### 山田町
- 山田町立さくら幼稚園（2011年閉園）[84]
- 山田町立わかば幼稚園（2022年閉園）[85]

### 岩泉町
- 岩泉幼稚園（2011年岩泉保育園[86]と統合し、いわいずみこども園[87]へ移行）[84]

## 九戸郡

### 軽米町
- 軽米町立軽米幼稚園（2021年軽米保育園と統合し軽米こども園へ）[88]

### 九戸村
- 伊保内幼稚園（2011年ひめほたるこども園へ移行）[84]

### 洋野町
- 洋野町立種市幼稚園（2021年社会福祉法人清翠会種市こども園へ統合）[89]

## 二戸郡

### 一戸町
- 一戸町立一戸幼稚園[90]（2021年閉園）[33]